# Kamsarakan
Kamsarakan (armenisch Կամսարական) war eine parthisch-armenische Adelsfamilie, die sich aus dem Haus Karen (𐭊𐭓𐭍𐭉 Kārēn, کارن, Karen-Pahlav) entwickelte. Die Karens waren eine der Sieben Parthischen Adelsfamilien im Partherreich.
In der byzantinisch-sasanidischen Zeit waren die Kamsarakan bekannt für eine hauptsächlich pro-Byzantinische Politik. Im späten 8. Jahrhundert verloren sie ihren Einfluss in Folge eines Aufstands gegen die arabische Herrschaft.
Nach dem 8. Jahrhundert erlebte ein Familienzweig, die Pahlavuni, einen Aufstieg zur Macht. Cyrille Toumanoff zeigt auf, dass die Pahlavuni in der Folge zwei Familienzweige entwickelten: Die Mkhargrdzeli, welche mit dem Königreich Georgien verbunden waren, sowie die Hethumiden, welche mit dem Königreich Kleinarmenien verbunden waren.

## Geschichte

### Die Familie Kamsarakan
Als Teil des Hauses Karen (Karen-Pahlav) wird der Name Kamsarakan auf einen Prinz Kamsar zurückgeführt, der 325 verstarb. Die Kamsarakan hatten ihren Stammsitz in den „Zwei Fürstlichen Staaten“, die beide im Gebiet der historischen Region Ayrarat-Arscharunik verortet waren. Die Stadt Jerwandaschat (Երվանդաշատ) im Gebiet der heutigen östlichen Türkei gelegen, war ihre Hauptstadt. Die Festungen Bagaran (heute: Kilittaşı), Artagers, Schirak und Ani, welches später Stadt wurde, waren ebenfalls verbunden mit den Kamsarakan.
Seit Anbeginn ihrer Familie genossen die Kamsarakan hohes Prestige in Armenien aufgrund ihrer Verwandtschaft als Cousins der königlichen Arsakiden. Nache dem Niedergang der Arsakiden-Dynastie in Armenien um 428 erhielten die Kamsarakan eine wichtige Machtposition aufgrund ihrer geographischen Herkunft als Grenzland-Herren. Toumanoff schreibt: Sie kamen „zu einer quasi-Markgraf-Position an der Nordgrenze des Reiches.“ (to their quasi-margravial position on the northern frontier of the realm). Die Kamsarakan hatten einen hohen Rang in der Ordnung der armenischen Fürsten; vermutlich hatten sie den zweiten Rang der „Vier breiten Klassen“ (of the four broad classes). Daher hatten sie auch hohe feudale Verpflichtungen, wie zum Beispiel die Pflicht 600 Pferde für ihren Herrn, den König von Armenien zu stellen.
Toumanoff schreibt in der Encyclopædia Iranica, dass die Kamsarakan aufgrund ihrer geographischen Herkunft nicht in besonderer Weise in die Armenisch-Iranischen Beziehungen eingriffen („in any special way in Armino-Iranian relations“). Laut Parvaneh Pourshariati, Encyclopædia Iranica, jedoch, waren die Kamsarakan „direkt in die Geschichte der Byzantiner und Sassaniden involviert“. Als das „römische“ (byzantinische) Reich den Westteil Armeniens (Բյուզանդական Հայաստան, Bjusandakan Hajastan) besetzte, zogen Gazavon II. Kamsarak und weitere Familienmitglieder in den persarmenischen Landesteil (Պարսկահայաստան, Parskahayastan), welcher zu dieser Zeit einem armenischen Vasallen regiert wurde. Bis dahin war Gazavon II. der Anführer der pro-römischen armenischen Fürsten gewesen. Später wird berichtet, dass Arschavir II. an der anti-Sassanidischen Revolte von Vardan Mamikonian teilgenommen habe. Arshavir II. nahm auch am Aufstand 482–484 teil, zusammen mit seinem Sohn und Nachfolger Narses.
Die Kamsarakan waren auch aktiv am politischen Leben in Byzanz beteiligt. Drei Brüder aus der Familie dienten beispielsweise als Generäle unter Justinian I. (reg. 527–565); Narses, Isaacius (Sahak) und ein zweiter Sahak (Isaak), welcher vom König der Ostrogoten, Totila, 546 hingerichtet wurde. Später diente Narses II. Kamsarakan als Ishkhan Ishkhanats′ (Presiding Prince) für den byzantinischen Kaiser im späten 7. Jahrhundert, er wurde ebenfalls als hoch-rangiger byzantinischer Kuropalates geführt. Eine weitere Person, die wahrscheinlich zur Familie Kamsarak gehört, war der Patrizier Arsaber (Arschavir), welcher um 808 an einer Revolte gegen den byzantinischen Kaiser teilnahm.
Die Kamsarakan nahmen auch Teil an den Revolten gegen die arabische Herrschaft in Armenien 771–772. Als der Aufstand scheiterte, waren die Kamsarakan unter den „Opfern des Desasters“ (victims of the disaster), und sie hatten keine  Wahl und mussten ihr „Doppelfürstentum“ (double princedom) an die Bagratiden verkaufen.

### Die Familie Pahlavuni
In der Bagratidenzeit kamen die Kamsarakan erneut zu Einfluss, wobei nun der Familienzweig der Pahlavuni unter den Prinzen Bdjni und Nig Einfluss gewann. Toumanoff schreibt:

„Es leitet sich auch der Name Arsharuni von einem seiner Fürstentümer ab, welches sich selbst vom verwandten Haus Abelian (Fürsten von Abelunikʿ), Gabelian, Havenni und, möglicherweise, Dziunakan ableitet; nach dem 8. Jhrhundert, trug es, im Andenken an seinen Ursprung, den Familiennamen Pahlavuni.“

Als die Dynastie der Bagratiden zerstört wurde und Fürst Gagik II. (Գագիկ Բ) zu Gunsten des byzantinischen Kaisers 1045–1046 abdankte, zogen die Pahlavuni nach Kilikien, wo sie als die Hethumiden bekannt wurden. Sie dominierten diese „letzte Phase der Armenischen Staatsgeschichte“ (last phase of Armenia’s political history), zunächst als Fürsten von Lambrun und nach 1226 als Könige von Armenien. Als die Hethumiden im 14. Jahrhundert ausstarben ging die armenische Krone durch Erbschaft über an das Haus Lusignan von Zypern und danach an das Haus Savoyen.
Die Mkhargrdzeli, ein anderer Zweig der Pahlavuni-Familie, wurde eine dominante Kraft im Königreich Georgien im 12. bis 14. Jahrhundert und „hat bis heute überlebt“ (has survived to this day).

## Vermächtnis
Die Kamsarakan und der Familienzweig der Pahlavuni, sowie in der Folge die Mkhargrdzelis, waren bekannt als Patrone der armenischen Architektur. Bekannte Beispiele von Gebäuden, welche Mitglieder der Familie erbauen ließen sind Burgen und Paläste, sowie schöne Kirchen („splendid churches“), wie zum Beispiel die
Kirche des Hl. Gregor (beauftragt von Abughamr I. Pahlavuni).